# Craugastor raniformis
Craugastor raniformis là một loài ếch thuộc họ Leptodactylidae.
Loài này có ở Colombia, Panama, và có thể cả Venezuela.
Môi trường sống tự nhiên của chúng là rừng ẩm vùng đất thấp nhiệt đới hoặc cận nhiệt đới, vùng núi ẩm nhiệt đới hoặc cận nhiệt đới, vùng đồng cỏ, vườn nông thôn, và rừng trước đây suy thoái nghiêm trọng.

## Hình ảnh

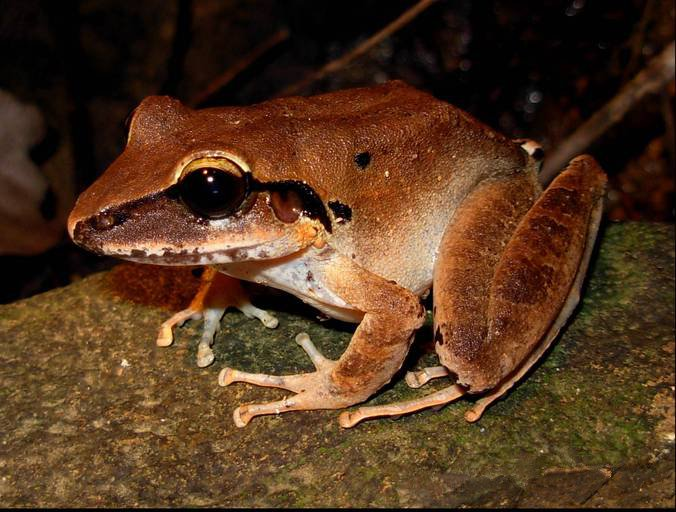
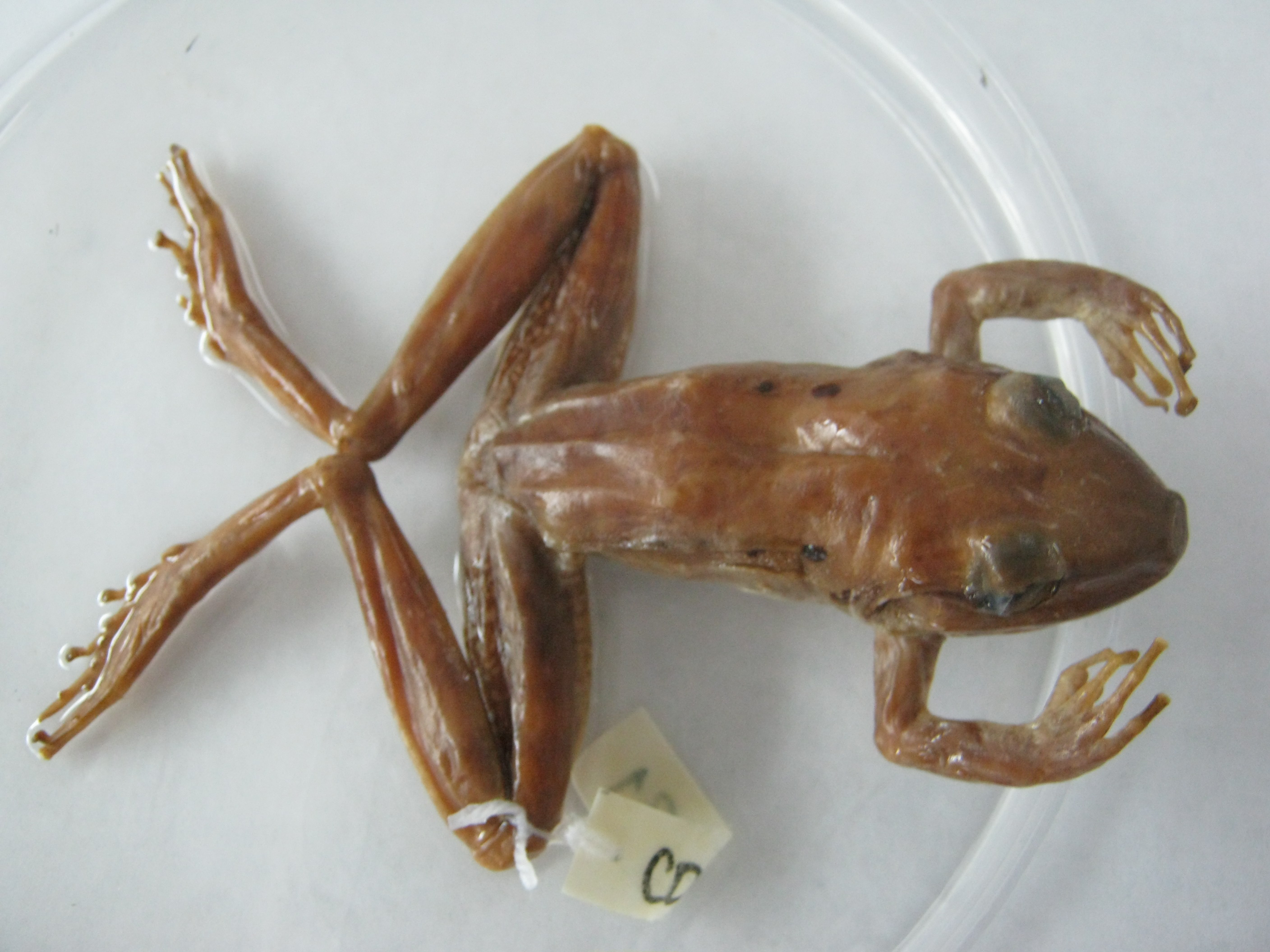
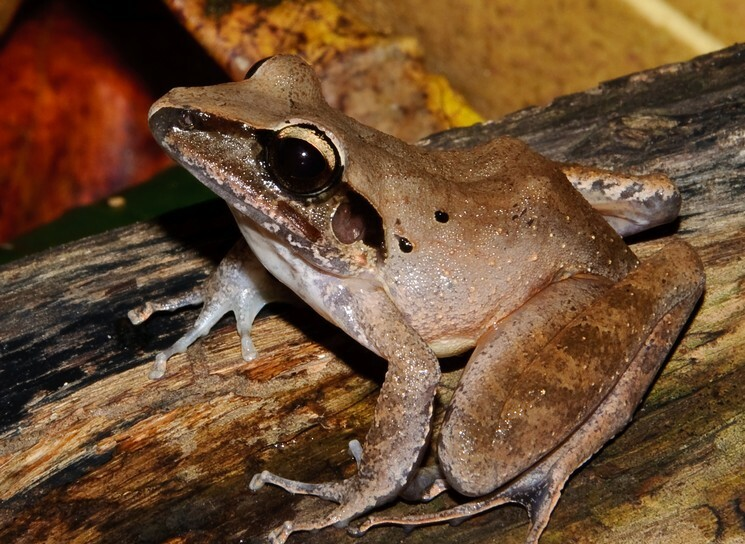